# الوحش المعدل
الوحش المعدل (بالإنجليزية: Altered Beast)‏ هي لعبة فيديو ذات عرض جانبي من نوع بيتم أب وَمنصات، صدرت بتاريخ 27 نوفمبر 1988 بتطوير وَنشر من شركة سيجا في اليابان على جهاز ميجا درايف.

## قصة اللعبة
في الأزمنة الغابرة باليونان القديمة، كان هناكَ قائد عسكري روماني وَمقاتل شجاع لا يعرفُ الخوف من الموت. سقط هذا القائد في ميدان المعركة بشجاعة وشرف، معتقدًا أنهُ سيجد السّلام وَالراحة الأبدية. لكن عندما اختطفَ الشرير «نيف Neff»، سيّد العالم السفلي، «أثينا الجميلة»، بحثَ والدُها «زيوس» عن مقاتل قوي وَشجاع لإنقاذها. فوقعَ اختيارُه على هذا القائِد... وَأعاده من القبر!
ولأن المخلوقات فوق الطبيعية كانت تنتظره، زوّده زيوس بقدراتٍ خارقة للطبيعة. كانَ عدوّه قد ابتكرَ كراتِ الأرواح السّحرية. عندما يُهزم الأعداء وتُؤخذ كُرات الأرواح، تُكتسب قوة الوحش المعدّل، وهي قوة تتيح التحول إلى عدد من المخلوقات المخيفة. يمكن لهذا القائد التحوّل من إنسانٍ عاديّ إلى إنسانٍ قويّ، ثم إلى مستذئب، تنين مستذئب، نمر مستذئب، وأخيراً إلى المستذئب الذهبي. بهذه القوى، تمكن من القيام بما لم يستطع أي إنسان حي أو ميت فعله من قبل... مُحاربة شياطين العالم السفلي وَالانتصار عليهِم.
مِن بعيد، كان يمكن سماعَ بكاء أثينا الجميلة. أعاد زيوس القائد إلى الأرض، في المقبرة التي كان مُسجّى فيها. هناك، كان رجال نيف المشوّهون ينتظرونه. بدأ القتال بشجاعة أكبر مما كان عليه في حياته الأولى، لأن شعاره كان وَلا يزال: "لا أهَابُ المَوت!".

## وصلات خارجية
- الوحش المعدل على موقع Google Play (الإنجليزية)
- Altered Beast series games and statistics
- Xbox Page
- Contemporary reviews at Solvalou.com
- Altered Beast at Arcade-History
- الوحش المعدل على موقع القائمة القاتلة لألعاب الفيديو
- الوحش المعدل على موبي غيمز
- الوحش المعدل على موقع غيم فاكس
- Altered Beast at I-Mockery
- الوحش المعدل على مشروع الدليل المفتوح
- الوحش المعدل في موقع World of Spectrum
- Altered Beast at بلينكأكس